# Katerina Dalaka
Katerina Dalaka (griechisch Κατερίνα Δαλάκα, * 20. August 1992 in München) ist eine griechische Leichtathletin, die im Sprint sowie im Hürdenlauf an den Start geht.

## Sportliche Laufbahn
Erste internationale Erfahrungen sammelte Katerina Dalaka beim Europäischen Olympischen Jugendfestival (EYOF) 2009 in Tampere, bei dem sie in 62,68 s den achten Platz im 400-Meter-Hürdenlauf belegte und mit der griechischen 4-mal-100-Meter-Staffel mit 48,98 s im Vorlauf ausschied. Nach zahlreichen wenig erfolgreichen Jahren siegte sie 2016 in 24,10 s im 200-Meter-Lauf bei den Balkan-Meisterschaften in Pitești und gewann auch über 400 m Hürden in 58,27 s die Goldmedaille sowie in 44,51 s auch in der 4-mal-100-Meter-Staffel. Zudem gewann sie in 3:37,48 min die Silbermedaille in der 4-mal-400-Meter-Staffel. Anschließend startete sie in beiden Staffelbewerben bei den Europameisterschaften in Amsterdam, verpasste dort aber mit 44,58 s und 3:31,66 min jeweils den Finaleinzug. Im Jahr darauf siegte sie in 11,72 s im 100-Meter-Lauf bei den Balkan-Meisterschaften in Novi Pazar und gewann in 58,87 s die Silbermedaille über 400 m Hürden. 2021 klassierte sie sich bei den Balkan-Meisterschaften in Smederevo mit 45,24 s auf dem achten Platz über 100 m und siegte in 45,24 s mit der griechischen 4-mal-100-Meter-Staffel.
In den Jahren 2014, 2016 und 2017 wurde Dalaka griechische Meisterin im 400-Meter-Hürdenlauf sowie 2016 auch über 100 m. Zudem siegte sie 2019 in der 4-mal-400-Meter-Staffel im Freien und in der Halle.

## Persönliche Bestleistungen
- 100 Meter: 11,52 s (+1,8 m/s), 18. Juni 2016 in Patras
  - 60 Meter (Halle): 7,45 s, 18. Februar 2017 in Athen
- 200 Meter: 23,74 s (−0,5 m/s), 6. Juni 2021 in Patras
  - 200 Meter (Halle): 24,19 s, 19. Februar 2017 in Athen
- 400 m Hürden: 58,09 s, 23. Juni 2017 in Villeneuve d’Ascq